# Lynx (bateau)
Pour les articles homonymes, voir Lynx (homonymie).
Le Lynx est un bâtiment-école de type Léopard de la Marine nationale française. Il sert à la formation à la conduite nautique des officiers et officiers-mariniers navigateurs de l'École navale, des écoles de la marine française, des administrations de l'État ou de marines étrangères. Il peut également intervenir pour la lutte anti-pollution avec un équipement adapté. Son numéro de coque est A 751. Sa ville marraine est Poissy depuis le 24 avril 2019. .

## Construction
Le Lynx est le 4e d'une série de huit navires identiques construits de 1981 à 1983, portant tous, sauf un, des noms de fauves et surnommés la « Ménagerie ».

## Historique
Au cours des premières sorties de son sister-ship, le Léopard, en février 1982, deux défauts sont observés, le niveau de bruit est trop important dans le navire, à cause des moteurs et l’eau des soutes n’est pas consommable. Le Lynx subit des travaux d'isolation et une remise à niveau des soutes, ce qui règle ces problèmes.
Il est par la suite versé dans la 20e division des bâtiments-écoles, formée le 20 janvier 1983 avec le Léopard comme chef de file. La  20e division est dissoute le 13 juillet 1993 et les huit bâtiments forment le groupe des bâtiments-écoles (BE), sous le commandement du Léopard.
Le navire reçoit deux  mitrailleuses de 12,7 mm en remplacement de deux canons de 20 mm en 2002. 
Le Lynx et toute sa classe font l'objet d'une opération de rénovation entre 2011 et 2012, pour allonger leur durée de vie de 10 ans. Faute de budget, la marine nationale a adopté cette solution en coopération avec Piriou Naval Services. La refonte entre dans le cadre d'un contrat de maintien en condition opérationnelle sur une durée de 10 ans de la classe Léopard. L'opération porte sur le remplacement des moteurs par des modèles de marque Baudouin, des groupes électrogènes, du séparateur d'hydrocarbures, des réfrigérateurs, du radar de navigation et du gyrocompas. La peinture de la coque est refaite et les deux lignes d'arbres sont inspectées.